# Ctenognophos insparsa
Ctenognophos insparsa là một loài bướm đêm trong họ Geometridae.